# Pierre Bernheim
Pour les articles homonymes, voir Bernheim.
Pierre, Georges Bernheim, né le 31 août 1884 à Mulhouse qui est alors en Allemagne, et mort le 20 août 1944 fusillé par les Allemands sur l'aéroport de Bron après avoir été torturé, est un résistant français, Compagnon de la Libération.

## Biographie

### Famille
Pierre Bernheim est le fils de Nathan Bernheim et d'Emma, Mathilde née Baumann, son épouse. Il naît à Mulhouse en 1884, pendant la période allemande de l'Alsace.
Il effectue son service militaire dans l'armée allemande, au sein du 142e régiment d'Infanterie à Mulhouse.

### Première Guerre mondiale
En août 1914, il s'engage volontairement dans l'armée française au sein du 109e régiment d'infanterie. Il est blessé et obtient deux citations. Après un séjour en Afrique du Nord en 1915, il est affecté au deuxième bureau. À la fin de la guerre, il est lieutenant.

### Entre-deux-guerres
Le 30 octobre 1929, il épouse, à Paris, Rose Germaine Netter. Il est industriel à Lyon.

### Seconde Guerre mondiale
Après la campagne de France, il est démobilisé à Albi fin juin 1940. Il s'installe à Roanne où il trouve un emploi aux Papeteries.
En novembre 1941, par l'intermédiaire de son cousin Jean-Pierre Lévy, un des responsables du mouvement Franc-Tireur, il entre dans la Résistance. Rapidement, il devient le responsable du mouvement à Roanne. À partir d'octobre 1942, il contribue au développement du journal Franc-Tireur et à la diffusion de tracts de propagande. Il organise des groupes formés au sabotage.
En janvier 1943, il devient responsable des Mouvements unis de la Résistance (MUR) pour Roanne. En juin 1943, son réseau subit une vague d'arrestation et Pierre Bernheim est recherché par la Gestapo. Il se replie sur Lyon avec son épouse, elle aussi engagée dans la Résistance.
En raison de son expérience au deuxième bureau, Jean Gemähling, chef du service de renseignement des MUR, le charge des questions militaires. Sous le pseudonyme « Rohan », il crée un réseau de renseignements militaires dépendant de celui des Forces françaises libres (réseau Gallia). Il recrute des agents de renseignement et étend son action à d'autres régions.
En janvier 1944, il est nommé chef national du Service de renseignements militaires du mouvement de libération nationale.
Toujours recherché par la Gestapo, il est arrêté, avec sa femme, en août 1944; torturé, il ne parle pas. Les Alliés approchant, les Allemands vident les prisons en déportant ou en exécutant leurs prisonniers. Le 20 août 1944, sur le terrain d'aviation de Bron, Pierre Bernheim et d'autres membres du réseau, font partie des 109 personnes qui, après avoir réparé la piste bombardée, sont fusillés par les Allemands. Leurs corps sont abandonnés dans un cratère de bombe comblé.
Le même jour, son épouse est massacrée parmi environ 120 maquisards, par les Allemands au fort de Côte-Lorette à Saint-Genis-Laval.
Il est enterré à la nécropole nationale de la Doua.

## Décorations
- Chevalier de la Légion d'honneur[Quand ?]
- Compagnon de la Libération, à titre posthume, par décret du 18 janvier 1946[1]
- Croix de guerre 1914–1918 (2 citations)
- Médaille de la Résistance française avec rosette, à titre posthume, par décret du 24 avril 1946[8]
- Croix du combattant volontaire 1914–1918
- Croix du combattant
- Insigne des blessés militaires
- Médaille interalliée de la Victoire
- Médaille commémorative de la guerre 1914–1918
- Croix militaire (Royaume-Uni)

## Reconnaissance
- Pierre Bernheim est reconnu comme « Mort pour la France » et « Mort en déportation »[9].
- Une plaque commémorative en hommage à Pierre et Germaine Bernheim au 5 quai des Étroits, lieu de leur arrestation, à Lyon[2].
- Une place au centre du Coteau, Loire, est nommée « Place Capitaine Aucey » depuis 1945 et une plaque en son honneur a été inaugurée le 31/08/2021[10].